# 滋賀県道323号今浜水保線

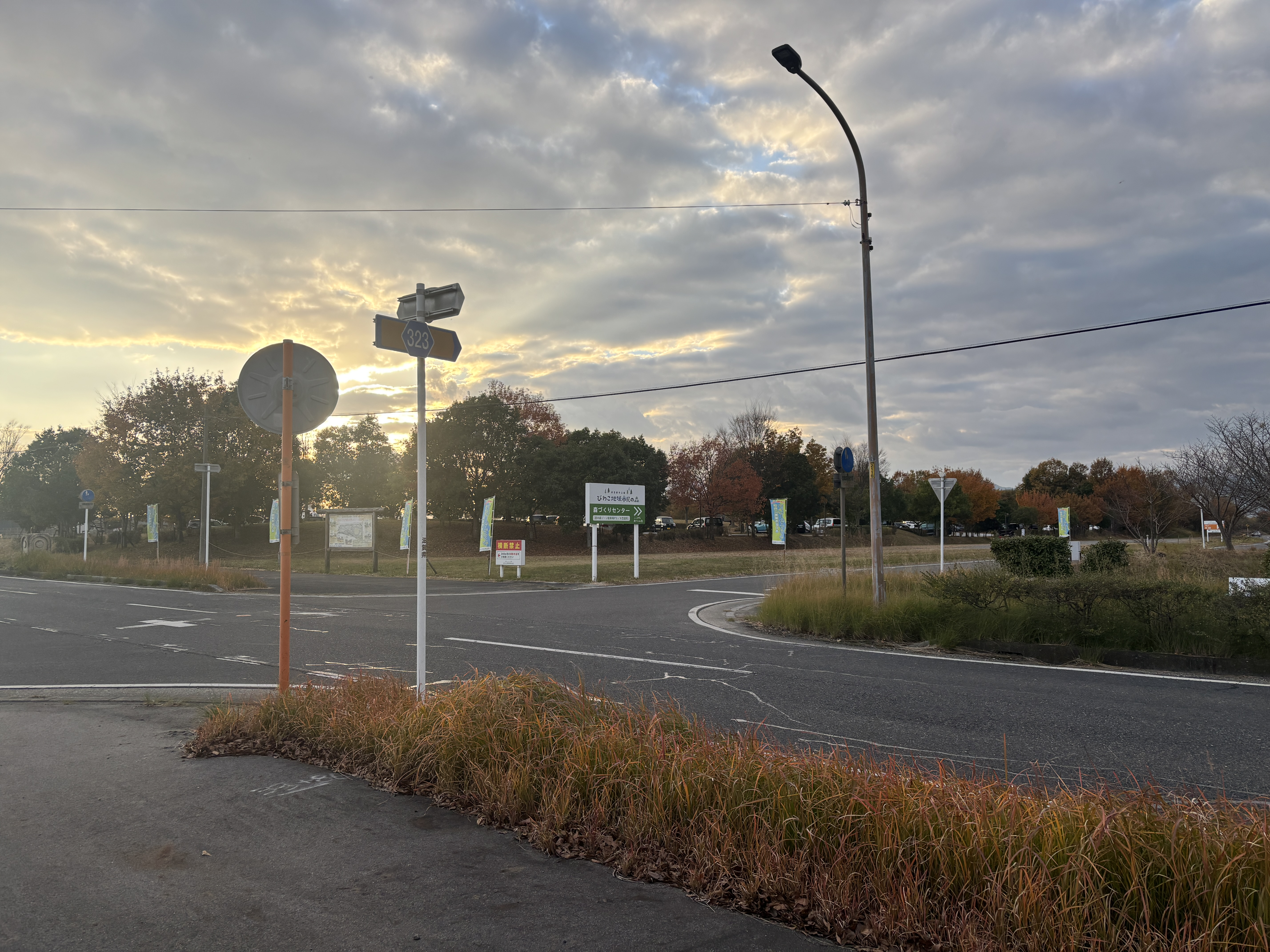
終点の国道477号との交点、県道323号は右奥（守山市水保町）

滋賀県道323号今浜水保線（しがけんどう323ごう いまはまみずほせん）は、滋賀県守山市を通る一般県道である。

## 概要
滋賀県守山市今浜町から守山市水保町に至る。
国道477号と滋賀県道559号近江八幡大津線（湖岸道路）が接続する琵琶湖大橋東詰交差点では、県道側で渋滞が発生していた。渋滞を解消するため、湖岸道路から内陸寄りに大回りするルートになっている。本県道のうち1.2 kmの区間は2010年（平成22年）に着工、2012年（平成24年）8月28日に開通した。

### 路線データ
- 起点：滋賀県守山市今浜町[1]（滋賀県道559号近江八幡大津線交点、滋賀県道601号守山大津志賀自転車道線起点）
- 終点：滋賀県守山市水保町[1]（国道477号交点）
- 総延長：4.3 km

## 歴史
- 1996年（平成8年）4月1日 - 滋賀県告示第158号により路線認定される[1]。
- 2012年（平成24年）8月28日 - 湖岸道路を大回りする区間のうち1.2 kmの区間が開通[3]。

## 地理

### 通過する自治体
- 滋賀県
  - 守山市

### 交差する道路
| 交差する道路                                                                                 | 交差する場所 | 交差する場所 |
| -------------------------------------------------------------------------------------------- | ------------ | ------------ |
| 滋賀県道559号近江八幡大津線 滋賀県道601号守山大津志賀自転車道線 / びわ湖レイクサイド自転車道 | 今浜町       | 起点         |
| 国道477号 / 浜街道                                                                           | 水保町       | 終点         |

### 沿線
- 法円寺
- びわこ地球市民の森[4]
- 守山市立明富中学校
- 樹下神社